# K-1 WORLD MAX 2009 World Championship Tournament FINAL
K-1 WORLD MAX 2009 World Championship Tournament FINALは、K-1 WORLD MAXの大会の一つ。2009年10月26日、横浜アリーナで開催された。

## 大会概要
K-1 WORLD MAX 2009トーナメント準決勝および決勝が行われ、準決勝で山本優弥、決勝でアンディ・サワーに勝利したジョルジオ・ペトロシアンが優勝した。
武田幸三の引退試合が行われ、アルバート・クラウスにKO負けを喫した。
K-1甲子園 62kg級 FINAL8が行われ、野杁正明、嶋田翔太、石田勝希、HIROYAが大晦日の決勝ラウンド進出を決めた。

## 試合結果

### オープニングファイト
オープニングファイト第1試合 K-1甲子園 62kg級 FINAL8（K-1甲子園ルール・3分3R）
○  野杁正明 vs.  宮元啓介 ×
3R終了 判定3-0（30-28、30-28、30-29）
※野杁がK-1甲子園準決勝進出
オープニングファイト第2試合 K-1甲子園 62kg級 FINAL8（K-1甲子園ルール・3分3R）
○  嶋田翔太 vs.  秋元皓貴 ×
3R終了 判定3-0（30-28、30-29、30-29）
※嶋田がK-1甲子園準決勝進出
オープニングファイト第3試合 K-1甲子園 62kg級 FINAL8（K-1甲子園ルール・3分3R）
○  石田勝希 vs.  藤鬥嘩裟 ×
3R終了 判定3-0（30-29、30-29、30-29）
※石田がK-1甲子園準決勝進出
オープニングファイト第4試合 K-1甲子園 62kg級 FINAL8（K-1甲子園ルール・3分3R）
○  HIROYA vs.  日下部竜也 ×
3R終了 判定2-1（30-29、30-29、28-29）
※HIROYAがK-1甲子園準決勝進出

### 本戦
第1試合 スーパーファイト・70kg契約（K-1ルール・3分3R延長1R）
○  シュー・イェン vs.  長島☆自演乙☆雄一郎 ×
1R 1:04 KO（左フック）
第2試合 World Championship Tournament 準決勝（K-1ルール・3分3R延長1R）
○  ジョルジオ・ペトロシアン vs.  山本優弥 ×
1R 2:09 KO（2ノックダウン：右フック）
※ペトロシアンがトーナメント決勝進出
第3試合 World Championship Tournament 準決勝（K-1ルール・3分3R延長1R）
○  アンディ・サワー vs.  ブアカーオ・ポー.プラムック ×
延長R終了 判定2-1（10-9、9-10、10-9）
3R終了 判定0-0（30-30、30-30、29-29）
※サワーがトーナメント決勝進出
第4試合 World Championship Tournament リザーブファイト（K-1ルール・3分3R延長1R）
○  佐藤嘉洋 vs.  城戸康裕 ×
2R 2:23 KO（2ノックダウン：右フック）
※佐藤がリザーブ権獲得
第5試合 スーパーファイト・62kg契約（K-1ルール・3分3R延長1R）
○  チョン・ジェヒ vs.  渡辺一久 ×
3R終了 判定2-1（30-28、30-29、28-29）
第6試合 武田幸三引退試合・70kg契約（K-1ルール・3分3R延長1R）
○  アルバート・クラウス vs.  武田幸三 ×
2R 2:19 TKO（ドクターストップ：右目負傷）
第7試合 スーパーファイト・70kg契約（K-1ルール・3分3R延長1R）
○  ドラゴ vs.  小比類巻太信 ×
3R終了 判定3-0（30-24、30-25、30-25）
第8試合 スーパーファイト・70kg契約（K-1ルール・3分3R延長1R）
○  アルトゥール・キシェンコ vs.  トゥファン・"ストーム"・サラフズン ×
3R 1:50 KO（左跳び膝蹴り）
第9試合 スーパーファイト・70kg契約（K-1ルール・3分3R延長1R）
○  日菜太 vs.  マイク・ザンビディス ×
3R終了 判定3-0（30-26、30-26、30-27）
第10試合 World Championship Tournament 決勝（K-1ルール・3分3R延長2R）
○  ジョルジオ・ペトロシアン vs.  アンディ・サワー ×
3R終了 判定3-0（30-26、30-26、30-27）
※ペトロシアンがトーナメント優勝

## 地上波放送

### 出演者
メインキャスター
- 佐藤隆太
- 佐々木希

ゲスト
- 関根勤
- 川畑要（CHEMISTRY）

ゲスト解説
- 魔裟斗

解説者
- 谷川貞治
- 前田憲作

ナレーター
- 田子千尋
- 田中真弓

実況・キャスター・リポーター
- 初田啓介（TBSアナウンサー）
- 小笠原亘（TBSアナウンサー）
- 藤森祥平（TBSアナウンサー）
- 佐藤文康（TBSアナウンサー）
- 高畑百合子（TBSアナウンサー）
- 青木裕子（TBSアナウンサー）
- 伊藤隆佑（TBSアナウンサー）
- 前田阿希子（MBSアナウンサー）
- 杉山真也（TBSアナウンサー）
- 枡田絵理奈（TBSアナウンサー）
- 小川健太（CBCアナウンサー）

### スタッフ
- 監修：渡邊健一、藤井誠
- 構成：吉村幹彦、河合秀仁、武田郁之輔、高宮進吉、井上修、牧田英士
- TM：伊藤賢一
- 横浜アリーナ
  - TD：八木真
  - CAM：山本裕一
  - VE：山本善直
  - AUD：落合孝裕
  - ENG：横井一宏
  - バーチャルCG：長友英彦
- 本社
  - TD：菊池丈治
  - VTR：小川義也
  - VE：白川亮
  - AUD：中村勇二
  - 回線：加藤克行
- CGデザイン：大隅商店
- 編集：七條健司、青山幸司
- MA：井田須美子
- 選曲：ZACK
- TK：常藤直子、水田理佳子、岡田恵子、伊藤佳加、鈴木裕恵
- 技術協力：プロカム、東通、エヌ・エス・ティー、TAMCO、ティエルシー、テクノネット、MT Planning、サークル、SiS
- 美術：小美野淳一、岡嶋正浩、与田滋
- 装置：鶴田宗一
- 電飾：斎藤幹也
- 装飾：白田洋一
- 協力：FEG
- 衣裳協力：ilungo、foree Rodkin、PINKO、DELTA、Pinky&Dianne、imac
- 編成：菅原興二、村口太郎
- 宣伝：小山陽介
- AD：林隆輔、澤本悦郎、足立佑介、若月嘉智、仲川洋平、金原永知、菊池大輔、岡崎奨、大井友美、杉村惠太鷹、田村昌大、片山恵介、伊藤隆大
- デスク：泉水明子、安田夏美
- AP：島田ひろみ、森田誠
- 中継ディレクター：筧哲一、内野浩志、高橋功二、及川悟郎、大島一成、山田秀正、角之上誠矢、高山和大、平元克二、清水宏幸、鈴木恵介、添谷徳之
- ディレクター：山本茂人、白幡剛、田中順士、市丸信也、檜垣和孝、井上裕次、金沢景敬、飯島玄太郎
- 演出：井手雄一
- 総合演出：藤沢滋彰
- プロデューサー：石井宏昌
- 製作著作：TBS